# شرحبيل أحمد
شرحبيل أحمد فنان سوداني متعدد المواهب، حيث يمارس فنون الغناء والتلحين والتوزيع الموسيقي والعزف على الآلات الموسيقية والرسم وتأليف قصص الأطفال المصورة وكتابة الشعر، واشتهر بلقب ملك موسيقى الجاز في السودان لدوره في تطوير الموسيقى السودانية من خلال الاستخدام المكثف للآلات النحاسية.

## النشأة والميلاد
ولد شرحبيل أحمد في عام 1935 في مدينة أم درمان بالسودان وتلقي تعليمه الأولي بكُتّاب بابكر بدري بمسقط رأسه، ثم في كتاب حي العباسية في أم درمان، وانتقل بعد ذلك مع أسرته إلى مدينة الأبيض بولاية شمال كرفان في الغرب الأوسط بالسودان حيث أكمل تعليمه بمدرسة النهضة التابعة للبعثة التعليمية المصرية. وفي عام 1949 م، التحق بكلية الفنون الجميلة بالمعهد الفني في الخرطوم بتشجيع من الفنان التشكيلي السوداني إبراهيم الصلحي. وبعد حصوله على دبلوم الفنون الجميلة عمل بوزارة التربية والتعليم السودانية بالخرطوم رساماً في قسم الإخراج الفني بمكتب دار النشر للكتب المدرسية ومجلات الأطفال وكتب ومجلات محو الأمية.

## بداية مشواره الفني
ظهرت موهبة شرحبيل الغنائية في وقت مبكر من عمره عندما برِعَ في حفظ وأداء القصائد الغنائية وقصائد المديح النبوي والأناشيد المدرسية. وكان لوالده تأثيراً عليه من حيث زيادة اهتمامه بفنون الموسيقى فقد كان والده يمتلك جهاز فونوغراف واسطوانات أغاني حقيبة الفن السودانية وموسيقى المارشات العسكرية الأجنبية التي تستخدم آلات النفخ النحاسية، كما تأثر شرحبيل بموسيقى الأفلام التصويرية التي كانت تعرض بسينما عروس الرمال في مدينة الأبيض فتعلم العزف على آلة العود وفي أواخر الخمسينات عمل مع فرقة أجنبية كعازف إيقاع بصالة غوردون للحفلات الغنائية في الخرطوم.[بحاجة لمصدر]
وكان أول ظهور له أمام الجمهور على مسرح سينما الخرطوم جنوب، عازفاً لآلة العود، ثم ظهر مرة أخرى بمسرح الدويم. وفي عام 1956 م، إتجه إلى الإذاعة السودانية بأم درمان لتسجيل أغنياته وبثّها على موجات الأثير فقدم أغنية بعنوان «ليالي كردفان» من كلمات الشاعر رضا محمد عثمان، وكان هذا زميله بمكتب دار النشر. وبعد محاولات عديدة لمدة عام قدم خلالها عدداً من الأعمال الموسيقية أجازت لجنة النصوص المختصة باختيار الأعمال الجديدة للإذاعة صوته وألحانه كمطرب ناشيء، واستمع الجمهور لأول مرة لموسيقاه وأغانيه عبر الإذاعة في عام 1957 من خلال برنامج «ركن الأصوات الجديدة». وفي عام 1960، شارك شرحبيل في حفل افتتاح المسرح القومي السوداني بأم درمان وقدم أغنية «يا حلوة العينين» وهي من تأليف ذو النون بشرى.، كاستعراض راقص.

## لونية موسيقاه ودوره في تطوير الموسيقى السودانية
تتميز الأعمال الغنائية لشرحبيل أحمد بالألحان الراقصة الهادئة والجمل الموسيقية القصيرة. واعتمد كثيراً على آلات النفخ النحاسية كالساكسون والترمبيت والترمبون والباص جيتار والجيتار والأرغن، وذلك في تمازج مع الإيقاعات السودانية المختلفة دون أن يحيد عن الخط الميلودي لموسيقى الحقيبة المعاصرة. واستخدم اللهجة العربية السودانية في نصوصه الغنائية. كما غنى لاحقا في مناسبات مختلفة بضعة مقاطع غنائية بلغات أجنبية منها اللغة الإنجليزية والسواحلية وأخيراً الفرنسية التي تلقى تكريماً لأدائها من جانب سفير فرنسا لدى السودان.
كانت هذه اللونية من الغناء واسلوب العزف والأداء جديدة على الموسيقى السودانية المستندة أساساً على السلم الموسيقي الخماسي وعلى ايقاعات التم تم السودانية ونظر إليها باعتبارها طوراً جديدا في مسيرة الفنون الموسيقية بالسودان وأطلق عليها في حينه وصف الجاز السوداني في حين لُقِّب شرحبيل بلقب «ملك الجاز في السودان».

## الفرقة الموسيقية
أسس شرحبيل فرقة شرحبيل أحمد لأداء الغناء في الحفلات والمهرجانات داخل السودان وخارجه وتسجيلها في الإذاعة والتلفزيون بالسودان. وكانت الفرقة تتكون من عدد من العازفين من بينهم زوجته زكية أبو القاسم التي كانت تعزف معه على آلة الجيتار، وهي بذلك تُعدّ أول امرأة سودانية تشارك في العزف الموسيقي في فرقة موسيقية محترفة. أما بقية العازفين الذين ضمتهم الفرقة هم:
- عبد العزيز حسن بشير (عازف بيز)
- كامل حسن
- بابكر عوض
- محمد عثمان دسوقي
- مهدي علي
- طيوبة
- حسن علي سروجي

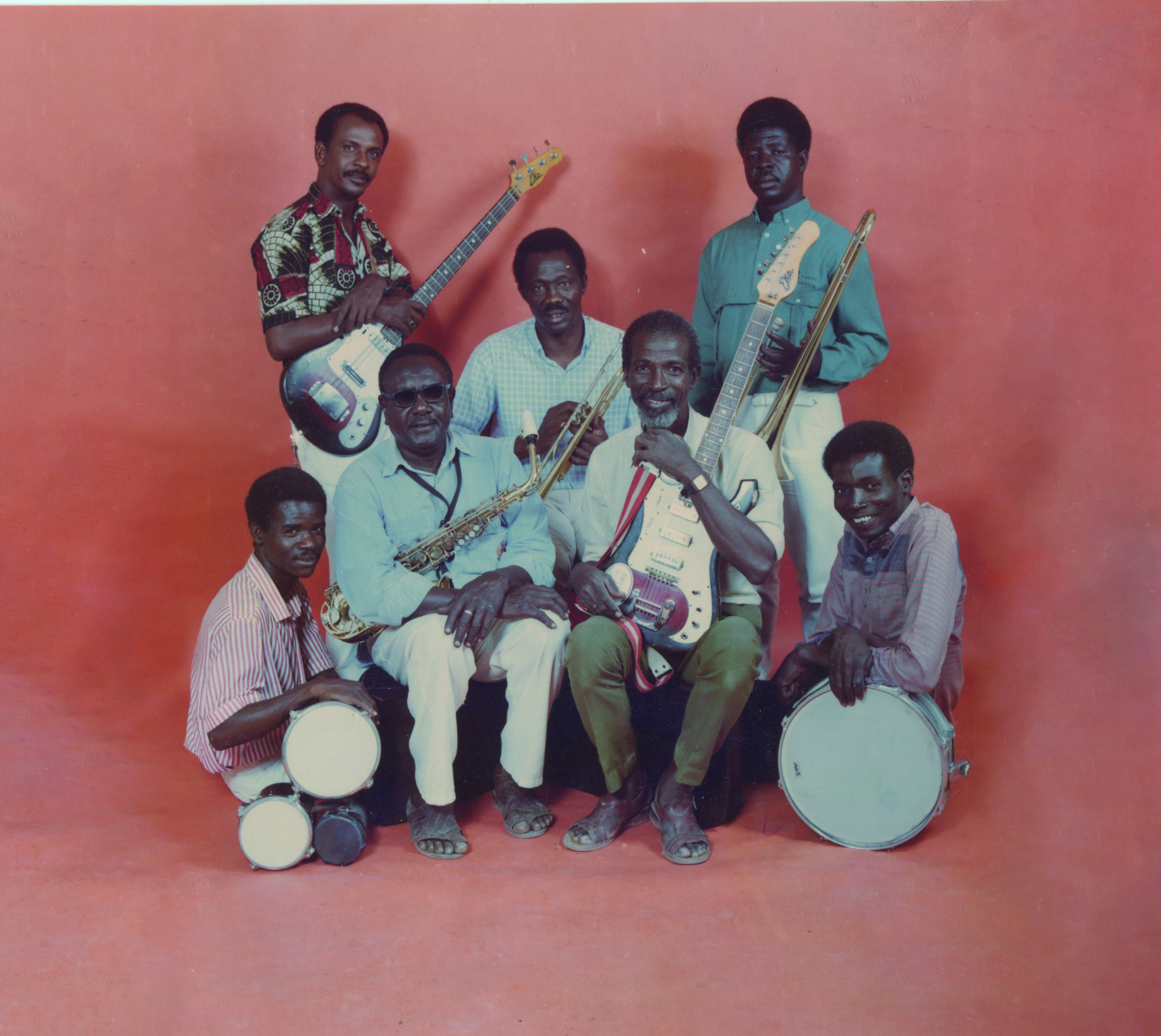
Sharhabil_Ahmed_and_his_band

- علي يعقوب كباشي (هاجر إلى خارج السودان)
- على نور (استقر في خارج السودان)
- أحمد داؤود (توفي)

وفي مرحلة لاحقة أصبحت الفرقة تضم أفراد أسرته وتغير أسمها إلى اسم « الفاميلي باند» أي فرقة الأسرة لتتكون إلى جانب شرحبيل وزوجته زكية، كلاً من أولاده:
- شريف (وهو أيضا واحد من أفراد فرقة عقد الجلاد السودانية الشهيرة )
- نهى (وهي مغنية وعازفة على آلة الأرغن)
- شهاب (عازف وملحن وموزع موسيقي)
- أحمد (عازف باص جيتار )
- محمد (عازف أورغن وجيتار وطبل )
- شهيرة (عازفة )
- ناهد (وهي أيضاً فنانة في فرقة الأكروبات السودانية)[2][6]

وظلّت الفرقة تقدم وبتكوينها هذا عروضاً موسيقية مشتركة داخل السودان وخارجه خاصة في دار الأوبرا المصرية بالقاهرة التي ظلت توجه أليها دعوة إحياءالحفلات بشكل دوري في الفترة من عام 2000 وحتى 2008 م.

## رحلاته الفنية
شارك شرحبيل في أول بعثة فنية للإذاعة السودانية سافرت إلى مدينة ود مدني في خمسينيات القرن الماضي كعازف لآلة الكمان وذلك في أول بثّ إذاعي مباشر للإذاعة خارج استديوهات الرئيسية في أم درمان. وتوالت بعد ذلك رحلاته الفنية مع فرقته داخل السودان وخارجه لتشمل دولاً مثل اوغندا وتشاد وزائير والصومال وكينيا وتونس والكويت وليبيا ومصر وانجلترا وألمانيا والجزائر وقد زار هذه الأخيرة للمشاركة في مهرجان الفن الأفريقي الذي تم تنظيمه فيها.

## شعراء نصوص أغنيات الفرقة
تعاون مع الفرقة خاصة بعد نجاحهها عدداً من شعراء القصيدة البارزين في السودان من بينهم:
- عوض أحمد خليفة
- إسماعيل حسن
- محمد أحمد سوركتي
- ذا النون بشرى
- دسوقي محمد خير

## الأغنيات
قدم شرحبيل عدداً كبيراً من الأغنيات التي لاقت نجاحاً ومن بينها:
- الليل الهاديء
- خطوة خطوة
- قلبي دقّ
- الحب عرفته
- طعم الدنيا
- حرم يا قلبي
- لما القمر
- البمبي
- لو بتعرف الشوق
- مين في الأحبة
- بتقول مشتاق

## عمله كرسام

غلاف مجلة الصبيان.

شرحبيل رسام تخرج من كلية الفنون الجميلة بالخرطوم واحترف الرسم إلى جانب ادائه للغناء والعزف على الآلات الموسيقية. وقد ساهم قي توظيف مهاراته الفنية في هذا المجال في العملية التعليمية والتربوية من خلال رسوماته في الكتب والمجلات التي تستهدف الأطفال وتلاميذ المراحل التعليمية الابتدائية ومنتسبي فصول محو الأمية. ومن أبرز أعماله في الرسوم التعليمية هو تطوير شخصية «عمك تنقو» وهي شخصية كرتونية تعليمية في مجلة الصبيان في عام 1946م، والتي كان يصدرها مكتب دار النشر التربوي التابع لوزارة المعارف (وزارة التربية والتعليم لاحقاً) السودانية. وقد تأثر شرحبيل بهذه الشخصية في صغره وعندما التحق بالمجلة عمل على تعديل رسم شكل الشخصية إلى قرد الشمبانزي وذلك على غرار شخصيات مجلات الأطفال العالمية التي تستخدم اشكال الحيوانات مثل شخصية ميكي ماوس في أعمال والت ديزني.
كما ابتكر شرحبيل شخصية «مريود» في مجلة مريود السودانية وشخصية « جلجل» في المجلة نفسها كما ساهم في رسم شخصية «جحا». وظل يعمل في رسومات مجلات الأطفال منذ عام 1960 حتى تقاعده عن العمل بوزارة التربية والتعليم في عام 1995م.

## خلافه القانوني مع محمد فؤاد
رفع شرحبيل أحمد دعوى قضائية ضد الشركة الدولية لإنتاج الصوتيات والمطرب المصري محمد فؤاد لا ستيلائهما على أغنية «الليل الهاديء» بكامل كلماتها وألحانها، مطالباً بتعويض عن الأضرار المادية والأدبية التي لحقت به.
وكان المطرب المصري محمد فؤاد قد غنى اغنية «الليل الهاديء» بصوته في ألبوم بعنوان «حبيبنا»، ووصفت الأغنية في غلاف الألبوم بأنها من كلمات وألحان الفلكلور النوبي ومن توزيع أشرف عبده. ويفنّد أنصار شرحبيل أحمد حجة انتساب الأغنية إلى الفلكلور النوبي باعتبار الأغنية تؤدي باللهجة العربية السودانية وليس بإحدى اللهجات النوبية غير العربية. وأن تعابيرها وألفاظها تعود إلى لهجة الحضر السودانية، وأنها مسجلة في الإذاعة السودانية منذ ستينيات القرن الماضي.
وقد رفضت محكمة الجنح الاقتصادية المصرية في القاهرة دعوى شرحبيل أحمد ضد محمد فؤاد وآخرين.